# Baselinie

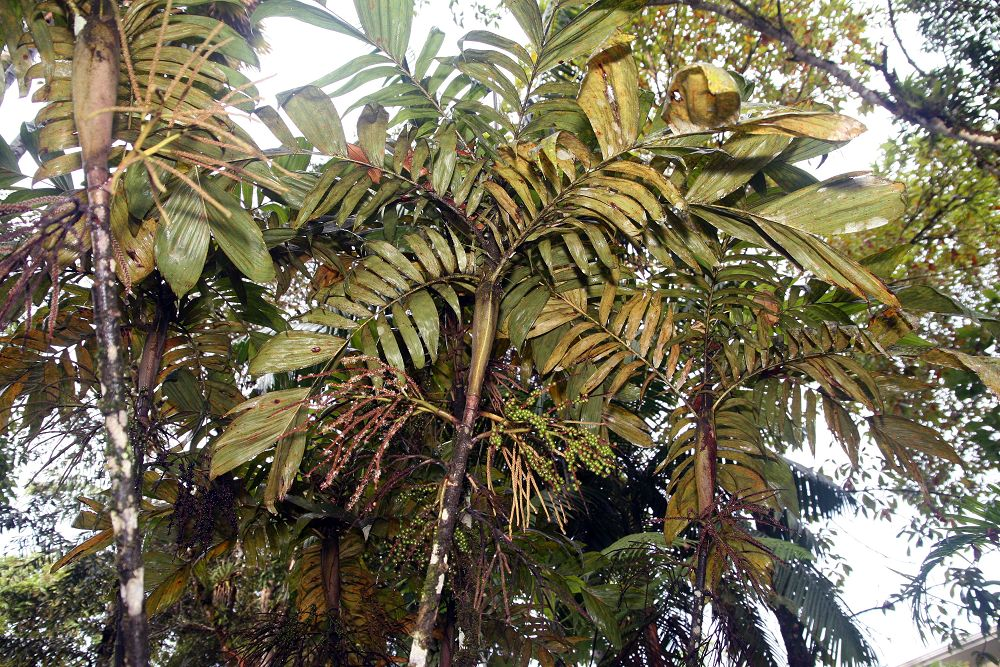
Basselinia eriostachys

Baselinie (Basselinia) je rod palem, zahrnující 14 druhů a rozšířený výhradně na Nové Kaledonii. Nejrozšířenější je Basselinia gracilis. Jsou to pohledné, solitérně nebo svazčitě rostoucí palmy se zpeřenými až nedělenými listy. Jejich pěstování je však vzhledem ke specifickým nárokům obtížné a zůstává omezené na botanické zahrady a specializované sbírky.

## Popis
Baselinie jsou jednodomé, beztrnné, malé až statné, solitérně nebo svazčitě rostoucí palmy. Kmen bývá přímý, obvykle se zřetelnými kruhovitými listovými jizvami, s lysými, šupinkatými nebo hustě plstnatými internodii. Listy jsou zpeřené až nedělené, řapíkaté, s pravidelnými nebo nepravidelnými úkrojky. Listové pochvy nejsou zcela uzavřené a na vrcholu kmene tvoří výraznou válcovitou strukturu, pod jejíž bází se objevují květenství. Květenství jsou jednoduše až trojnásobně větvená, krátce nebo dlouze stopkatá, oboupohlavná.
Květy jsou jednopohlavné, s trojčetným kalichem a korunou, v rámci květenství uspořádané v triádách. V samčích květech je 6 tyčinek s na bázi krátce srostlými nitkami. Semeník v samičích květech obsahuje jedinou komůrku s jedním vajíčkem a na vrcholu či po stranách nese tři zahnuté blizny.
Plody jsou červené nebo černé, kulovité až podlouhle elipsoidní, na povrchu hladké nebo po vyschnutí svraskalé. Dužnina (mezokarp) je tenká, endokarp tenký, sklovitý a křehký. Plody obsahují jedno ledvinovité nebo vejcovitě elipsoidní semeno s homogenním endospermem.

## Rozšíření
Do rodu baselinie je řazeno celkem 14 druhů palem, rozšířených výhradně na Nové Kaledonii. Nejběžnější je Basselinia gracilis, která je zároveň nejrozšířenější palmou ostrova a roste na pestré škále stanovišť a na různých geologických podkladech. Ostatní druhy jsou vesměs stenoendemity relativně nevelkých území, vázané na specifický podklad, a to buď na ultramafické horniny (serpentinit), nebo na metamorfity (svory).

## Taxonomie
Rod Basselinia je v rámci čeledi Arecaceae řazen do podčeledi Arecoideae, tribu Areceae a subtribu Basseliniinae. Mezi blízce příbuzné rody náleží
Burretiokentia (5 druhů, Nová Kaledonie), Cyphophoenix (4, Nová Kaledonie), Cyphosperma (5, jz. Tichomoří), Lepidorrhachis (1, Ostrov Lorda Howa) a Physokentia (7 druhů, Bismarckovo souostroví a jz. Tichomoří).

## Význam
Baselinie jsou vesměs pohledné palmy, které by bylo možno využít jako okrasné rostliny. Přesto se s nimi je možno setkat jen zřídka a to zejména ve specializovaných sbírkách a sklenících botanických zahrad, neboť mají specifické nároky, jsou málo adaptabilní a jejich pěstování je obtížné. Vyžadují dobře propustnou půdu, podle druhu buď kyselou nebo silně zásaditou. Druh Basselinia velutina je odolný vůči chladu. Růstový vrchol Basselinia glabrata je jedlý a poskytuje palmové zelí.